# Provincia de Madrid
Madrid es una provincia española que, desde 1983, se ha constituido en comunidad autónoma uniprovincial. Entre los años 1833 y 1982, formó parte de la región de Castilla la Nueva.

## Historia

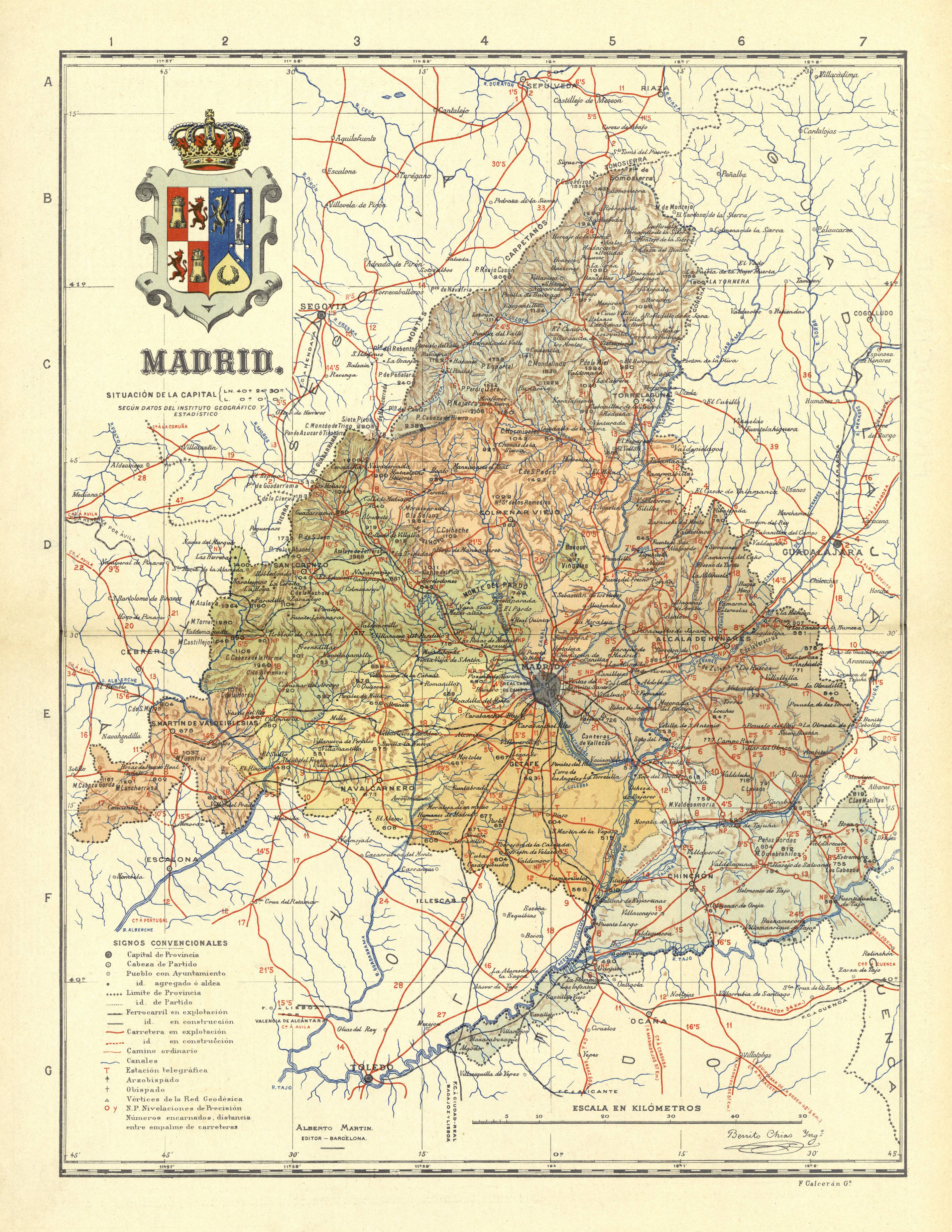
Mapa de la provincia de Madrid (Benito Chias, 1909).

Bandera de la provincia de Madrid hasta 1983.

Conformados esencialmente sus límites con la reorganización territorial de 1833 de Javier de Burgos, adicionalmente incorporó en 1850 el municipio de Valdeavero, de 19 km², hasta entonces parte de la provincia de Guadalajara. Su institución de gobierno, la Diputación Provincial de Madrid, fue junto a la COPLACO (Comisión de Planificación y Coordinación) una de las dos entidades sobre las que se construyeron las instituciones regionales de autogobierno de la Comunidad de Madrid.
La provincia de Madrid era una de las cinco incluidas en la desaparecida región de Castilla la Nueva.
En 1983, con la aprobación del Estatuto de Autonomía de Madrid, la Provincia se constituyó como comunidad autónoma uniprovincial, denominada Comunidad de Madrid.